# Złota Sztolnia
Złota Sztolnia (niem. Reinerzer Marmorhölen) – jaskinia w Sudetach Środkowych, w Górach Orlickich, dokładniej przy Drodze Orlickiej, na północny zachód od miejscowości Zieleniec, w dawnym kamieniołomie na wschodnim zboczu Orlicy, 200 m poniżej szczytu. Nazwa sztolni – "Złota" – pochodzi od obecnej w niej miki, przeplatającej białe marmury.

## Opis
Jaskinię, głębokości 20 metrów i długości ponad 170 metrów, tworzy sieć korytarzy i kilka komnat, między innymi: Sala Wysoka, Sala Końcowa, Sala z Głazami.
Otwór wejściowy do jaskini znajduje się na wschodnim stoku Orlicy (1084 m n.p.m.) na wysokości 950 m n.p.m. w obrębie skał metamorficznych, na granicy łupków łyszczykowych i soczewy krystalicznego dolomitu. Za otworem rozpoczyna się stromo zapadający w głąb góry korytarz. Pierwszy, około 15-metrowy odcinek korytarza od otworu wejściowego, to typowe wyrobisko górnicze, nazwane "Szybik". Odcinek ów wykonano w spągu łupków łyszczykowych, na granicy z krystalicznym dolomitem. Korytarz kończy się stromym "Mokrym Progiem" o wysokości około 3 metrów. Za nim znajduje się przestronna komora zwana "Salą Centralną" lub "Salą Wysoką", o szerokości około 6 metrów i wysokości od 5 do 7 metrów, która jest fragmentem naturalnej jaskini. Na wysokości około 3–4 metrów ponad dnem sala jest przewężona, co nadaje jej osobliwą, skomplikowaną formę. Z "Sali Centralnej" odchodzi nisza oraz dwa długie korytarze. Jeden z nich to "Korytarz Boczny", odchodzący w kierunku południowo-wschodnim. Korytarz biegnie prawie poziomo po rozciągłości pokładu dolomitu, miejscami rozszerza się w głębokie nisze. Znajduje się w nim także ponor, w którym wpływający do sztolni strumień znika nagle wśród skał. Za ponorem korytarz lekko wznosi się, prowadząc do położonej nieco dalej, niewielkiej komory, zwanej "Komorą z Głazami", gdzie w stropie znajduje się pionowa szczelina, wzdłuż której procesy krasowe wytworzyły ponad czterometrowej wysokości "komin", a w dnie "studnię" o głębokości 5 metrów. Za "Komorą z Głazami" poziomy korytarz rozgałęzia się w dwa krótkie, ślepo zakończone, niskie korytarzyki odchodzące w kierunku południowo-wschodnim, które zostały utworzone lub poszerzone pracami górniczymi. Jeden z nich nosi nazwę "Korytarz Żmijowy".
Drugi korytarz to "Korytarz Długi" lub też "Główny"; odchodzi on od "Sali Centralnej" w kierunku południowo-zachodnim, zapadając pod kątem około 30 stopni, zgodnie z foliacją skał. W odległości około 25 metrów od "Sali Centralnej" znajduje się kolejny próg o wysokości około 4 metrów, pod którym pojawia się krótka nisza, prowadząca w kierunku północno-wschodnim. Cały korytarz ma przebieg nieregularny i prowadzi wysoką szczeliną między skalnymi występami i zaciskami. Miejscami wysokość korytarza wynosi kilka metrów, gdzie indziej zaś – kilkadziesiąt centymetrów. Na głębokości około 25 metrów od poziomu otworu wejściowego korytarz rozszerza się, tworząc rozległą salę, zwaną "Salą Końcową", o średnicy około 8 i wysokości około 4 metrów.

## Historia
Według danych archiwalnych powstanie "Złotej Sztolni" należy wiązać ze średniowieczem, a dokładnie z XIV wiekiem, kiedy w tym rejonie zaczęto poszukiwać rud żelaza. Analiza nielicznych dostępnych danych pozwala stwierdzić, że roboty górnicze w "Złotej Sztolni" rozpoczęły się pomiędzy 1350 a 1408 rokiem. W tym okresie we wschodnim stoku Orlicy wydrążono stromo zapadającą sztolnię poszukiwawczą, w której natrafiono na naturalne kawerny i szczeliny krasowe. Dawna sztolnia stanowi korytarz wejściowy do jaskini. Prace górnicze w sztolni przerwano około 1425 roku, gdy najazd Husytów na Śląsk spowodował upadek górnictwa w całym Państwie Homolskim. W 1594 roku pojawia się informacja o istnieniu sztolni, w której prowadzono eksploatację rudy żelaza. W późniejszym okresie wydobywano z wyrobisk jaskini surowiec na potrzeby pobliskiego wapiennika. Pod koniec XVII wieku prace górnicze w sztolni prowadzili Włosi, względnie Wenecjanie lub Walończycy, po czym sztolnia została porzucona i całkowicie zapomniana. Najstarsza wzmianka o penetracji sztolni pochodzi z 1692 r. i znajduje się w księdze miejskiej Dusznik.
Kolejna udokumentowana piśmiennie penetracja "Złotej Sztolni" pochodzi 1770 roku – prowadził ją pruski urzędnik oświatowy Zeplichal. Wiek XIX wiek stał się okresem znacznie większego zainteresowania sztolnią. W 1800 roku, na polecenie starosty von Reibnitza, poszerzono jej otwór wejściowy, co pozwoliło ją zwiedzić dusznickiemu burmistrzowi Fritschowi oraz dr. Blottnerowi. Od roku 1841 "Złota Sztolnia" została udostępniona do zwiedzania. W roku 1872 starania Komitetu Przyjaciół Przyrody Ziemi Kłodzkiej doprowadziły do przełożenia strumienia "Złotego Potoczku" wpadającego do otworu wejściowego. Dzięki temu szczegółowe badania sztolni przeprowadzili profesorowie Uniwersytetu Wrocławskiego H.R. Göppert oraz G. Gürich. Jednym z pionierów udostępnienia jaskini do zwiedzania był XIX wieku Heinrich Rübartsch.
W latach 1890–1891 w sztolni zainstalowano schody i żelazne świeczniki, przystosowując ją w ten sposób do masowego ruchu turystycznego. Złota Sztolnia była podówczas reklamowana jako największa „marmurowa” jaskinia na Śląsku, a nawet na terenie całych Niemiec. Ten okres rozkwitu trwał przez około 30 lat. Po 1920 roku  silne opady deszczu spowodowały powstanie na przepływającym obok strumieniu bocznej, wpadającej do sztolni, odnogi. W drugiej dekadzie XX wieku obiekt stracił swą turystyczną atrakcyjność, a jego wystrój na skutek działania wód powierzchniowych uległ całkowitemu zniszczeniu. W okresie powojennym Złota Sztolnia wielokrotnie była obiektem penetracji i badań. Najnowsze prace wskazują na szybkie zapełnianie jej korytarzy nanoszonym materiałem i gwałtowny spadek metrażu. Obecnie, na skutek osunięcia się ziemi, wejście do jaskini jest całkowicie zasypane.

## Geologia
Jaskinia powstała na kontakcie warstw skał osadowych. Krasowa część "Złotej Sztolni” utworzyła się na kontakcie niewielkiej soczewy dolomitu krystalicznego o długości wychodni sięgającej 230 m i szerokości ok. 40 m, z bogatymi w żelazo łupkami łyszczykowymi. Są to skały serii strońskiej, w Górach Orlickich reprezentowanej przez liczne odmiany łupków metamorficznych, paragnejsy, porfiroidy, kwarcyty oraz marmury. Skały te zostały przeobrażone w warunkach ciśnienia i temperatury odpowiadających ogniwu pośredniemu między facją zieleńcową i amfibolitową. Utwory serii strońskiej datowane są na górny proterozoik lub starszy paleozoik.

## Jaskinia obecnie
Obecny stan sztolni różni się znacznie od przedstawionego powyżej. Powodem tego jest stopniowe zapełnianie "Złotej Sztolni" materiałem wnoszonym przez wpadający od jaskini strumień, a przede wszystkim przez katastrofalne opady deszczu i powódź, które w 1998 roku nawiedziły tę część ziemi kłodzkiej. Obfite deszcze i powodzie spowodowały wypełnienie korytarzy. Duże ilości masy ziemnej, zdeponowane poniżej "Mokrego Progu", całkowicie zamknęły początkowy odcinek i wejścia do poziomego "Korytarza Bocznego". Korytarz został całkowicie wypełniony, aż po strop, gruzem skalnym, piaskiem i błotem. Być może dalsze jego partie nie zostały zasypane. Jedyna droga zejścia w głąb jaskini, jaka obecnie pozostała, to stromy "Korytarz Dług", który podczas powodzi pełnił rolę "kanału", którym woda wdzierała się do wnętrza górotworu. W konsekwencji cała trasa korytarza została wymyta i przepłukana oraz zarzucona wielkimi blokami skalnymi i fragmentami drzew, które wraz z wodą dostawały się do sztolni. Całkowitemu zasypaniu uległa "Sala Końcowa" oraz ostatni odcinek "Korytarza Długiego". W strefie przyotworowej dość obficie występują wątrobowce, oraz mchy i porosty.